# Волость (Латвія)

Карта волостей Латвії

Во́лость (латис. pagasts) — це територіально-адміністративна одиниця другого, найнижчого рівня Латвії разом із крайовими містами. У Латвії налічується 511 волостей.

## Походження назви
Латвійське слово pagasts — це дуже давнє запозичене слово з давньоруської (погостъ), яке базується на праіндоєвропейському корені ghostis — «гість, чужинець». Спочатку латгали використовували це слово для позначення місця, де збиралися податки.

## Історія
До Лівонських хрестових походів на територіях, населених латгальцями, волость називалася меслусом для королів чи князів, або терміном для сплати цих зборів, а пізніше також місцевою самоврядною одиницею з власним округом, судом та адміністрацією. У той час волості складалися з кількох сіл та кількох десятків хуторів і, як правило, були більшими за площею, ніж сучасні. Вважається, що ця форма самоврядування була запроваджена в Новгородській землі ще в X столітті київською княгинею Ольгою, псковського походження. Також у фінській мові слово pogosta використовується в тому ж значенні, що й у латиській.
У Лівонський період волості залишалися селянськими округами, що сплачували данину. Головним обов'язком волостей в той час було влаштовувати бенкет для свого пана 2—3 рази на рік, наймати його чиновників, утримувати військових і поштових коней, здійснювати правосуддя та збирати податки, а також проводити слухання щодо війни та миру. Волості зберігали власні уряди на чолі з земельними старостами та суддями, яким підпорядковувалися сільські старійшини. Кілька волостей об'єднувалися в церковні парафії або парафіяльні округи.
Зі встановленням кріпацтва волості значною мірою втратили свої права самоврядування, а головним органом самоврядування стали маєтки.
Після скасування кріпацтва виникли перші волосні самоврядування маєтків, але незалежні волосні адміністрації були створені після Закону про місцеве самоврядування волостей 1866 року. Згідно з ним, селяни в прибалтійських губерніях отримали власне самоврядування, яке здійснювалося обраними селянськими речниками волостей.
Замість панських волостей були створені волосні селянські муніципалітети. Їх обирали на волосних зборах, у яких брали участь лише власники ферм та орендарі, тоді як безземельні люди надсилали одного делегата на кожні 10 дорослих чоловіків. Волосне управління повністю відповідало за сплату податків, ремонт доріг, догляд за людьми похилого віку та хворими, встановлення зарплат, обговорення бюджету та обрання вчителя парафіяльної школи. Закон втратив чинність після прийняття нового Закону про місцеве самоврядування Латвійської Республіки в 1922 році.
У Латвійській Республіці волость є територіальною одиницею Латвії з 1918 року. 1937 року їх було 519. У 1996 році в Латвії їх було 492, у 1998 році 486.
У період з 1990 по 2009 рік волості були муніципалітетами другого рівня, а після скасування районних муніципалітетів — першого рівня. Волостю керували волосна рада, правління та ревізійна комісія. Рада складалася з обраних членів і мала місцеву законодавчу владу, яка була делегована їй вищою інстанцією. Волосна рада представляла місцеву виконавчу гілку та відповідала за виконання рішень. Ревізійна комісія провела перевірку бюджету, річного звіту, установ та їхніх працівників, а також провела щорічний аудит. Згідно із Законом про місцеве самоврядування, ревізійна комісія була єдиною комісією, існування якої у волості було обов'язковим. В результаті реформи місцевого самоврядування 2009 року були замінені округами.
Після адміністративно-територіальної реформи 2009 року волості були включені до складу країв. У травні 2010 року в Латвії було 494 волості. У деяких випадках може бути одна адміністрація для кількох адміністративних одиниць округу. Після прийняття Закону 2020 року про адміністративні території та поселення, волості продовжували існувати як територіальні одиниці крайових муніципалітетів. Їх відтоді налічується 511.